# 遊戲王漫畫章節列表
遊戲王漫畫章節列表列出日本漫畫《遊戲王》每一話的標題。相關翻譯使用台灣東立出版社提供的官方譯名（愛藏版）。

## 單行本已收錄
| - 遊戲1 神的積木（，Kami no Pazuru） - 遊戲2 虛假的眼（，Itsuwari no Me） - 遊戲3 心跳！（，Hādo Bīto!!） - 遊戲4 逃獄犯（，Datsugokushū） - 遊戲5 可疑的預言者（，Myō na Yogensha） - 遊戲6 炙熱的死鬥（，Atsui Shitō） - 遊戲7 真實的臉（，Shinjitsu no Kao） |

| - 遊戲8 毒男子（，Doku no Otoko） - 遊戲9 擁有利牙的卡片〈前篇〉（，Kiba o Motsu Kādo (Zenpen)） - 遊戲10 擁有利牙的卡片〈後篇〉（，Kiba o Motsu Kādo (Kōhen)） - 遊戲11 逞凶鬥狠的傢伙們〈前篇〉（，Kireta Yatsura (Zenpen)） - 遊戲12 逞凶鬥狠的傢伙們〈後篇〉（，Kireta Yatsura (Kōhen)） - 遊戲13 埃及來的神〈前篇〉（，Ejiputo kara Kita Otoko (Zenpen)） - 遊戲14 埃及來的神〈後篇〉（，Ejiputo kara Kita Otoko (Kōhen)） - 遊戲15 另一個罪人（，Mō Hitori no Zainin） |

| - 遊戲16 夏迪的挑釁（，Shādī no Chōhatsu） - 遊戲17 遊戲開始！（，Gēmu Sutāto!!） - 遊戲18 第2個試煉（，Dai Ni no Gēmu） - 遊戲19 最終試煉（，Fainaru Gēmu） - 遊戲20 解決（，Ketchaku） / "Game Over" - 遊戲21 電子寵物對決（，Dejitaru Petto Taiketsu） - 遊戲22 美國英雄〈前篇〉（，Amerikan Hīrō (Zenpen)） - 遊戲23 美國英雄〈後篇〉（，Amerikan Hīrō (Kōhen)） - 遊戲24 扭蛋怪獸棋！（，Kapuseru Monsutā Chesu!） |

| - 遊戲25 1英吋的恐怖（，Wan Inchi no Kyōfu） - 遊戲26 死亡的俄羅斯輪盤（，Shi no Roshian Rūretto） - 遊戲27 計劃開始！（，Purojekuto Sutāto!!） - 遊戲28 第一個戰場（，Dai Ichi no Batorufīrudo） - 遊戲29 星際射擊（，Shūtingu Sutādasuto） - 遊戲30 不准出聲！（，Koe o Dasu na!!） - 遊戲31 殺人館（，Mādāzu Manshon） - 遊戲32 電鋸生死戰！（，Chensō Desumatchi!!） - 遊戲33 正方形的恐怖！（，Seihōkei no Kyōfu!!!） |

| - 遊戲34 第2鬥技場！（，Dai Ni no Tōgijō!!!） - 遊戲35 棋盤上的死鬥（，Banjō no Shitō） - 遊戲36 無情的最後之戰（，Mujō no Rasuto Batoru） - 遊戲37 死鬥！死鬥！（，Shitō!!） / "To the Death!!" - 遊戲38 青眼的恐怖！（，Burūaizu no Kyōfu!!） - 遊戲39 死鬥的結果！（，Shitō no Hate!!） - 遊戲40 心的碎片（，Kokoro no Ippen） - 遊戲41 發現「戀愛」吧！（，"Koi" o Mitsukeyō!!） - 遊戲42 贏得一百萬！（，Hyakuman'yen o Getto Seyo!!） |

| - 遊戲43 怪獸格鬥！〈前篇〉（，Monsutā Faito!! (Zenpen)） - 遊戲44 怪獸格鬥！〈後篇〉（，Monsutā Faito!! (Kōhen)） - 遊戲45 恐怖的13！（，Jūsan no Kyōfu!!） / "13 O'clock Terror!!" - 遊戲46 魔龍牌〈前篇〉（，Ma no Doragon Kādo (Zenpen)） - 遊戲47 魔龍牌〈後篇〉（，Ma no Doragon Kādo (Kōhen)） - 遊戲48 城之内！靈魂的戰鬥！〈前篇〉（，Jōnouchi!! Tamashī no Batoru!! (Zenpen)） - 遊戲49 城之内！靈魂的戰鬥！〈後篇〉（，Jōnouchi!! Tamashī no batoru!! (Kōhen)） - 遊戲50 千年之敵１－神秘的轉學生－（，Sennen no Teki Ichi Nazo no Tenkōsei） - 遊戲51 千年之敵２－怪物世界－（，Sennen no Teki Ni Monsutā Wārudo） |

| - 遊戲52 千年之敵３－怪物世界－（，Sennen no Teki San Monsutā Wārudo） - 遊戲53 千年之敵４－角色人偶－（，Sennen no Teki Shi Yakuwari no Ningyō） - 遊戲54 千年之敵５－阻止連續擲出暴擊！－（，Chitose no Teki Go Renzoku Kuritikaru o Soshi Seyo!） - 遊戲55 千年之敵６－索克城堡的陷阱－（，Sennen no Teki Roku Zōku-jō no Wana） - 遊戲56 千年之敵７－我也要加入戰鬥！－（，Sennen no Teki Nana Boku mo Tatakau!） - 遊戲57 千年之敵８－戰鬥！戰鬥！－（，Sennen no Teki Hachi Batoru! Batoru!!） - 遊戲58 千年之敵９－白魔導士獏良－（，Sennen no Teki Kyū Shiro Madōshi Bakura） - 遊戲59 千年之敵10－奇蹟的骰子－（，Chitose no Teki Jū Kiseki no Daisu Rōru） - 遊戲60 挑戰！（，Chōsen!!!） |

| - 遊戲61 不要抽那張卡！（，Sono Kādo o Hiku na!!） - 遊戲62 倒數計時！（，Kauntodaun!!） - 遊戲63 我不能輸！（，Makerarenai!!） - 遊戲64 海上結怨！（，Yōjō no Innen!!） - 遊戲65 決鬥開始！（，Dyueru Kaishi!!） - 遊戲66 陷阱！（，Wana!!） - 遊戲67 究極完全態！（，Kyūkyoku Kanzentai!!） - 遊戲68 魔霧電擊（，Ma no Dengeki） - 遊戲69 魔性之女（，Mashō no Onna） |

| - 遊戲70 不變的東西（，Kawaranu Mono） - 遊戲71 海的恐怖（，Umi no Kyōfu） - 遊戲72 海的來襲！（，Umi ga Osou） - 遊戲73 盜賊？（，Tōzoku!!?） - 遊戲74 來自地獄的使者（，Jigoku Yori no Shisha?） - 遊戲75 獠牙之卡（，Kiba o Muku Kādo） - 遊戲76 傳說之龍！（，Densetsu no Doragon） - 遊戲77 用這雙手戰勝！（，Kono-te de Katsu!!） - 遊戲78 我不會輸的！（，Makeru ka'） |

| - 遊戲79 讓時光流轉！（，Toki o Kizame!!） - 遊戲80 乘夜而來的男子（，Yoru to Tomo ni Kita Otoko） - 遊戲81 看不見的卡片！（，Mienai Kādo!!） - 遊戲82 踹開黑暗！（，Yami o Buttobase!!） - 遊戲83 光之追擊！（，Hikari no Tsuigeki!!） - 遊戲84 王國吹起的風暴！（，Ōkoku ni Arashi Fuku!!） - 遊戲85 決鬥貴公子（，Dyueru no Kikōshi） - 遊戲86 新武器的實力！（，Arata Buki no Jitsuryoku!!） - 遊戲87 貝卡斯的恐怖！（，Pegasasu no Kyōfu!!） |

| - 遊戲88 黑暗的襲擊者（，Kurayami no Shūgeki-sha） - 遊戲89 永無止盡的決鬥（，Owaranai Dyueru） - 遊戲90 墓地傳來的呼喚聲（，Hakaba kara no Yobigoe） - 遊戲91 不死之毀滅！（，Horobiru Fushi!?） - 遊戲92 迷宮席捲而來！（，Osoikuru Meikyū!!） - 遊戲93 死鬥！迷宮之未知陷阱！（，Shitō!! Meikyū no Michi no Wana!!） - 遊戲94 迷宮的魔術！（，Meikyū no Majutsu!!） - 遊戲95 恐怖的洞窟（，Kyōfu no Danjon） - 遊戲96 魔神的恐怖！（，Majin no Kyōfu!!） |

| - 遊戲97 最後的王牌（，Saigo no Kādo!!） - 遊戲98 要選哪一邊！（，Dotchida!!） - 遊戲99 最後一片（，Saigo no Kakera） - 遊戲100 決戰！決鬥盤！（，Kessen!! Dyueru Disuku!!） - 遊戲101 平分秋色！（，Isshin Ittai!!） - 遊戲102 勢均力敵！（，Tsuba Zeriai!!） - 遊戲103 堅持戰鬥！（，Mochi Kotaero!!） - 遊戲104 真正的危機！（，Shin no Kiki!!） - 遊戲105 嚴苛的決鬥（，Kakokuna Dyueru） |

| - 遊戲106 另一人的勇氣（，Mō Hitori no Yūki） - 遊戲107 進城！（，Shiro e!!） - 遊戲108 恐怖開始！（，Kyōfu Kaishi!!） - 遊戲109 王者的恐怖！（，Ōja no Kyōfu!!） - 遊戲110 卡通世界的猛襲！（，Toūn ga Osou!!） - 遊戲111 堅定的決心！（，Yuruganu Ketsui!!） - 遊戲112 決戰前夕（，Kessen Zenya） - 遊戲113 不安穩的夜晚！（，Yoru Uzumaku!!） - 遊戲114 幻變的舞！（，Genwaku no Mai!!） |

| - 遊戲115 美麗的陷阱！（，Utsukushiki Wana!!） - 遊戲116 看清自我！（，Jibun o Mitsukero!!） - 遊戲117 緊要關頭！（，Girigiri o Kakero!!） - 遊戲118 傳說的劍鬥士（，Densetsu no Kentōshi） - 遊戲119 因為是夥伴（，Nakama Dakara） - 遊戲120 鋼鐵的襲擊者（，Hebīmetaru no Reidāsu） - 遊戲121 威迫的機械（，Semarikuru Mashīn） - 遊戲122 勝利的賭注！（，Shōri e no Kake!!） - 遊戲123 最後一回合！（，Saigo no Tān!!） |

| - 遊戲124 那個時候！（，Sono Toki!!） - 遊戲125 被看穿了？（，Yoma Reteru!?） - 遊戲126 無法反擊！（，Hangeki Funō!!） - 遊戲127 挑戰不可能極限！（，Fukanō e no Chōsen!!） - 遊戲128 卡通世界攻略！（，Toūn Wārudo Kōryaku!!） - 遊戲129 死亡的祭品！（，Shi e no Ikenie!） - 遊戲130 心之戰鬥！（，Kokoro no Tatakai!!） - 遊戲131 混沌的一擊！（，Konton no Ichigeki!!） - 遊戲132 悲傷的千年眼（，Kanashimi no Mireniamu Ai） - 遊戲133 重要的一片（，Taisetsuna Pīsu） |

| - 遊戲134 新遊戲（，Nyū Gēmu） - 遊戲135 有預謀的圈套（，Shikumimareta Wana） - 遊戲136 Ｄ·Ｄ·Ｄ！（，Dī. Dī. Dī.!!） - 遊戲137 黑暗之路！（，Kurayami no Michi!!） - 遊戲138 地下迷宮危機！（，Danjon Kuraishisu!!） - 遊戲139 稀有VS稀有！（，Rea Bāsasu Rea!!） - 遊戲140 崩潰的牽絆（，Kowareta Kizuna!!） - 遊戲141 互相召喚的力量（，Yobiau Chikara） - 遊戲142 組合積木！（，Pazaru o Hodoke!!） |

| - 遊戲143 攻擊力０的戰鬥！（，Kōgeki Ryoku Zero no Tatakai!!） - 遊戲144 復仇的下場（，Fukushū no Yukue） - 遊戲145 鎖鏈的羈絆（，Kusari no Kizuna） - 遊戲146 古代石板（，Inishie no Sekiban） - 遊戲147 失落的卡片（，Ushinawareshi Kādo） - 遊戲148 像鬼神一般的卡（，Kijin no Gotoki Kādo） - 遊戲149 屬於自己的地方（，Jibun no Basho） - 遊戲150 聚集的決鬥者（，Tsudoishi Monodomo） - 遊戲151 蕾雅卡獵人！（，Rea Hantā!!） |

| - 遊戲152 奔馳戰鬥城市！（，Batoru Shiti o Kakero!!） - 遊戲153 別原諒他！（，Yatsu o Yurusu na!!） - 遊戲154 漸漸解體的牌組？（，Kuzureyuku Dekki!?） - 遊戲155 千年之決鬥！（，Mireniamu Batoru!!） - 遊戲156 攻擊超能力！（，Chōnōryoku o Ute!） - 遊戲157 人造人牌組猛攻！（，Saiko Dekki Mōkō!!） - 遊戲158 勇氣賭注！（，Yūkiaru Kake!!） - 遊戲159 見識神的威力！（，Kami o Miyo!!） - 遊戲160 馬利克出動！（，Mariku Ugoku!!） |

| - 遊戲161 極限決鬥！（，Kyokugen Dyueru!!） - 遊戲162 魔法之戰！（，Majutsu Sen!!） - 遊戲163 十字的陷阱！（，Jūji no Wana!!） - 遊戲164 甦醒的靈魂！（，Yomigaeru Tamashī!!） - 遊戲165 石板的記憶（，Sekiban no Kioku） - 遊戲166 看見未來之眼（，Mirai o Miru Me） - 遊戲167 被死纏不放！（，Toritsukareru!!） - 遊戲168 蟲！蟲！蟲！（，Mushi!! Mushi!! Mushi!!） - 遊戲169 包圍網！（，Hōi Mō!!） |

| - 遊戲170 迫近之神！（，Semarikuru Kami!!） - 遊戲171 千年之對決！（，Sennen no Taiketsu!!） - 遊戲172 惡夢召喚（，Akumu Shōkan） - 遊戲173 絕望的組合！（，Zetsubō no Konbo!!） - 遊戲174 神之組合！（，Kami no Konbo!!） - 遊戲175 決鬥者的可能性（，Dyuerisuto no Kanōsei） - 遊戲176 神之殞落？（，Kami Tatsu?!） - 遊戲177 攻擊那個敵人！（，Sono Teki o Ute!!） - 遊戲178 各自的決鬥！（，Sorezore no Dyueru!!） |

| - 遊戲179 全力以赴！（，Zenryoku de Ike!!） - 遊戲180 海的恐怖再起！（，Umi no Kyōfu Futatabi!!） - 遊戲181 海的攻略！（，Umi Kōryaku!!） - 遊戲182 以戰士孤注一擲！（，Senshi ni Kakeyo!） - 遊戲183 決鬥的理由！（，Dyueru no Riyū） - 遊戲184 死亡決鬥場！（，Shi no Dyueru-jō!!） - 遊戲185 神啊，復活吧！（，Kami yo Yomigaere!!） - 遊戲186 團結的怪獸！（，Kessoku no Monsutā!!） - 遊戲187 真正的團結！（，Hontō no Kessoku!!） |

| - 遊戲188 力量結合！（，Chikara Ketsugō!!） - 遊戲189 最強召喚！（，Saikyō Shōkan!!） - 遊戲190 約定的地方！（，Yakusoku no Basho!!） - 遊戲191 命運的地方（，Unmei no basho） - 遊戲192 不期待的對決！（，Nozomazaru Taiketsu!!） - 遊戲193 對內心的砲擊！（，Kokoro e no Hōgeki!!） - 遊戲194 自尊心的卡片（，Puraido no Kādo） - 遊戲195 另一個人的決心（，Mō Hitori no Ketsui） - 遊戲196 一塊積木的重量（，Ippen no Omomi） |

| - 遊戲197 生死的一張！（，Seishi no hitohira!） - 遊戲198 朝向友情攻擊！（，Yūjō ni Mukete Ute!!） - 遊戲199 我們的寶物（，Boku-tachi no Takara） - 遊戲200 看的勇氣（，Mirukoto no Yūki） - 遊戲201 決戰的鬥士們！（，Kessen no Tōshi-tachi!!） - 遊戲202 競技場的選手們（，Tōgi-ba no Mono-tachi） - 遊戲203 第一回合的敵人！（，Ichi-Kai menokataki!!） - 遊戲204 潛藏的人！（，Hisomu Mono!!） - 遊戲205 怨念之魂！（，Onnen no Tamashī!!） |

| - 遊戲206 不屈服的鬥志！（，Orenai Tōshi!!） - 遊戲207 一回合的死鬥！（，Ittān no Shitō!!） - 遊戲208 下得了手嗎？（，Uteru no ka!?） - 遊戲209 為了情誼羈絆！（，Kizuna no Tame ni!!） - 遊戲210 神殿的陷阱！（，Shinden no Wana!!） - 遊戲211 死亡的陷阱世界！（，Shi no Torappu Wārudo!!） - 遊戲212 繼承決鬥的人（，Kettō o Tsugu Mono） - 遊戲213 意想不到的一張（，Igai Naru Hitohira） - 遊戲214 復仇者一族！（，Fukushū no Ichizoku!!） |

| - 遊戲215 一族的證明！（，Ichizoku no Akashi!!） - 遊戲216 神的審判！（，Kami no Sabaki!!） - 遊戲217 黑暗的覺醒！（，Yami no Mezame!!） - 遊戲218 孤獨的決鬥者（，Dyuerisuto Hitori） - 遊戲219 漆黑的比賽！（，Shikkoku no Gēmu!!） - 遊戲220 不屈不撓的決鬥者（，Orenai Dyuerisuto） - 遊戲221 讓神降臨！（，Kami o Orose!!） - 遊戲222 神的甦醒！（，Kami no Mezame!!） - 遊戲223 黑暗的深淵！（，Yami no Fukami!!） |

| - 遊戲224 「未來」的開始！（，"Mirai" no Hajimari!!） - 遊戲225 海馬開戰！（，Kaiba Kaisen!!） - 遊戲226 「神」所選中的人（，"Kami" ga Erabi Shisha） - 遊戲227 昏暗墓穴（，Kuraki Boketsu） - 遊戲228 巨神毀滅？（，Kyoshin Kaimetsu!?） - 遊戲229 青色記憶！（，Aoi Kioku!!） - 遊戲230 改變未來（，Mirai Gekiha） - 遊戲231 過去的黑暗（，Kako no Yami） - 遊戲232 一族的悲劇！（，Ichizoku no Yami!!） |

| - 遊戲233 黑暗決鬥！（，Yami no Tōsō!!） - 遊戲234 黑暗VS黑暗！（，Yami Tai Yami!!） - 遊戲235 逐漸毀滅的黑暗！（，Kuzure Yuku Yami!!） - 遊戲236 黑暗之神誕生！（，Ankoku no Kami Seitan!!） - 遊戲237 死鬥前夕！（，Shitō Zenya!!） - 遊戲238 決戰的朝陽升起！（，Kessen no Hihanoboru!!） - 遊戲239 交錯的靈魂！（，Kurosu Suru Tamashī!!） - 遊戲240 追擊！追擊！（，Hakugeki!! Tsuigeki!!） - 遊戲241 鎖定目標！（，Hyōteki o Misueyo!!） |

| - 遊戲242 真正的決鬥者（，Shin no Dyuerisuto） - 遊戲243 邁向最終舞台！（，Saishū Sutēji e!!） - 遊戲244 地獄之詩（，Jigoku no Uta） - 遊戲245 墜落死之地獄？（，Shi no Yami ni Datsu!?） - 遊戲246 灼熱的監牢！（，Shakunetsu no Ori!!） - 遊戲247 貫穿逆境的閃電！（，Gyakkyō o Tsuranuku Inazuma!!） - 遊戲248 神的第３個能力！（，Kami Dai San no Nōryoku!!） - 遊戲249 飛舞的不死鳥！（，Fushichō Mau!!） - 遊戲250 通往未來的一線光明！（，Mirai e no Hikari!!） |

| - 遊戲251 劃破天際的吶喊！（，Sora o Saku Toki no Koe!!） - 遊戲252 天空決鬥鬥技場！（，Tenkū Dyueru Koroshiamu!!） - 遊戲253 神降臨手中！（，Kami o te ni!!） - 遊戲254 呼喚神的秘策！（，Kami o Yobu Hisaku!!） - 遊戲255 迎擊！歐貝利斯克！（，Geigeki!! Oberisuku!!） - 遊戲256 神VS神（，Oshirisu bāsasu Oberisuku!!） - 遊戲257 宿命的記憶！（，Shukumei no Kioku!!） - 遊戲258 超越神的王牌！（，Kami o Koeta Shimo Be!!） - 遊戲259 玻璃箱般的牌組！（，Garasu no Dekki!!） |

| - 遊戲260 鮮紅的靈魂！（，Shinkuki Tamashī!!） - 遊戲261 跨越憎恨！（，Nikushimi no Saki e!!） - 遊戲262 身為朋友！（，Tomo to shite!!） - 遊戲263 決定勝敗的魔物（，Shōhai o Wakatsu Mamono） - 遊戲264 受託付的一張卡（，Takusareru Kādo） - 遊戲265 塔頂決戰！（，Chōjō Kessen!!） - 遊戲266 快速攻擊中的陷阱！（，Sokkō ni Hisomu Wana!!） - 遊戲267 激戰！天空龍VS太陽神！（，Gekitotsu!! Oshirisu bāsasu Rā!!） - 遊戲268 不死之神！（，Fushinaru Rā!!） |

| - 遊戲269 命運的一張卡！（，Sadame no Kādo!!） - 遊戲270 惡魔的聖域！（，Debiruzu Sankuchuari!!） - 遊戲271 不死之牆！（，Fushi Naru Kabe!!） - 遊戲272 無法攻略？（，Kōryaku Funō!?） - 遊戲273 神之劍、神之盾！（，Kami no Ken, Kami no Tate） - 遊戲274 來自黑暗的奇襲！（，Yami Kara no Kishū!!） - 遊戲275 只剩１點的生命！（，Ichi Pointo no Inochi!!） - 遊戲276 在生之黑暗中找到光明！（，Namanaru Yami ni Hikari wo!!） - 遊戲277 人工島爆炸！（，Arukatorazu Bakuha!!） - 遊戲278 各自的旅程！（，Sorezore no Tabidachi!!） |

| - 遊戲279 千年的秘寶！（，Sennen no Hihō!!） - 遊戲280 不安穩的黑夜！（，Munasawagi no Yoru!） - 遊戲281 超古代遺物的真相！（，Ātifakuto no Shinjitsu!!） - 遊戲282 邁向記憶之旅！（，Kioku e no Tabi e!!） - 遊戲283 被選出來的六祭司（，Erabareshi Roku Shinkan） - 遊戲284 邪惡之影（，Jākunaru Kage） - 遊戲285 盜賊王獏良！（，Tōzoku-Ō Bakura!!） - 遊戲286 精靈獸VS魔物！（，Diabaundo bāsasu Garesutogorasu!!） - 遊戲287 父親的影子（，Chichi no Kage） |

| - 遊戲288 在神的名下（，Kami no Na no Moto ni） - 遊戲289 至高的鐵鎚！（，Shikō no Tettsui!!） - 遊戲290 尋找法老王的名字！（，Farao no Na o Sagashi!!） - 遊戲291 古代的決鬥！（，Inishie no Diaha!!） - 遊戲292 魔術師的決鬥！（，Majutsushi no Tatakai!!） - 遊戲293 黑暗絕技！（，Kuroki Ōgi!!） - 遊戲294 打開看不見的門！（，Mienai Tobira o Akeyo!!） - 遊戲295 流入尼羅河的淚水（，Nairu ni Nagareru Namida） - 遊戲296 捕捉魔物！（，Ka-gari!!） |

| - 遊戲297 盜賊王生還！（，Bakura Seikan!!） - 遊戲298 夜襲神殿！（，Shinden Yashū!!） - 遊戲299 迎擊的王宮！（，Geigeki no Ōkyū!!） - 遊戲300 天空龍VS精靈獸（，Oshirisu bāsasu Diabaundo） - 遊戲301 天之雷VS天之黑暗！（，Ten no Ikazuchi bāsasu Ten no Yami!!） - 遊戲302 奇襲！強攻！（，Kishū!! Kyōshū!!） - 遊戲303 將黑暗斬斷的力量！（，Yami o Kirisaku Chikara!!） - 遊戲304 太陽神降臨！（，Rā Kōrin!!） - 遊戲305 黑暗統治者！（，Yami no Shihaisha!!） |

| - 遊戲306 被倒回的時間！（，Modosa reta Jikan!!） - 遊戲307 黑暗來訪！（，Otozureta Yami!!） - 遊戲308 千年寶物的誕生！（，Sennen Aitemu no Tanjō!!） - 遊戲309 黑暗的水波（，Yami no Hamon） - 遊戲310 白龍甦醒！（，Shiroki Ryū no Mezame!!） - 遊戲311 白龍寄宿的軀殼（，Shiroki Ryū no Utsuwa） - 遊戲312 發現法老王！（，Farao Hakken!!） - 遊戲313 死靈村！（，Shiryō no Mura!!） - 遊戲314 VS精靈超獸（，Bāsasu Seirei Chōjū'!!） |

| - 遊戲315 黑暗的迷彩！（，Yami no Meisai!!） - 遊戲316 怨念之盾！（，Ōra no Tate!!） - 遊戲317 祭司團VS精靈超獸（，Shinkandan bāsasu Diabaundo!!） - 遊戲318 團結到底！（，Kessoku yo Tsuranuke!!） - 遊戲319 記憶世界的「棋子」！（，Kioku Sekai no "Koma"!!） - 遊戲320 究極！黑暗Ｒ·Ｐ·Ｇ！（，Kyūkyoku!! Dāku Rōru Pureingu Gēmu!!） - 遊戲321 大邪神降臨！（，Daijashin Kōrin!!） - 遊戲322 夢幻的ＮＰＣ！（，Maboroshi no Non-Pureiyā Kyarakutā!!） - 遊戲323 探索王墓！（，Ō Bo Tankyū!!） |

| - 遊戲324 聖墓的決鬥！（，Hijiri Haka no Kettō!!） - 遊戲325 沉默的決鬥者！（，Chinmoku no Dyuerisuto!!） - 遊戲326 充斥場上的死靈！（，Fīrudo ni Michiru Shiryō!!） - 遊戲327 我不會放棄！（，Boku wa Akiramenai!!） - 遊戲328 世界崩潰！（，Sekai Hōkai!!） - 遊戲329 戰鬥到魂用盡為止！（，Bā Tsukiru Made!!） - 遊戲330 傳說的守護神！（，Densetsu no Shugoshin!!） - 遊戲331 靈魂點燃的光！（，Tamashī no Tomosu Hikari!!） - 遊戲332 現世的石板！（，Gense no Sekiban!!） - 遊戲333 在王的名下！（，Ō no Na no Moto ni!!） |

| - 遊戲334 倖存者！（，Ikinokori Shisha!!） - 遊戲335 白龍！黑暗魔術師！（，Shiroki Ryū!! Kuroki Majutsu-shi!!） - 遊戲336 繼承光明的人（，Hikari o Tsugu Mono） - 遊戲337 跨越尼羅河！（，Nairu o Koete!!） - 遊戲338 戰鬥儀式！（，Tatakai no Gi!!） - 遊戲339 遊戲VS王！（，Yūgi bāsasu Atemu!!） - 遊戲340 強烈的意志！（，Tsuyoi Kimochi!!） - 遊戲341 對抗最強的夥伴！（，Bāsasu Saikyō no Nakama!!） - 遊戲342 最後的賭注！（，Saigo no Kake!!） - 遊戲343 遊戲 王（，Yūgi Ō） |